# Cananéia
Cananéia is een gemeente in de Braziliaanse deelstaat São Paulo. De gemeente telt 12.374 inwoners (schatting 2009).

## Verkeer en vervoer
De plaats ligt aan de wegen BR-478/SP-226 en SP-193.